# Glaphyropyga setosifemur
Glaphyropyga setosifemur är en tvåvingeart som först beskrevs av Günther Enderlein 1914.  Glaphyropyga setosifemur ingår i släktet Glaphyropyga och familjen rovflugor. Inga underarter finns listade i Catalogue of Life.